# Джонатан Кодж'я
Джонатан Кодж'я (фр. Jonathan Kodjia; нар. 22 жовтня 1989, Сен-Дені, Франція) — івуарійський футболіст, нападник національної збірної Кот-д'Івуару та англійського клубу «Астон Вілла».

## Клубна кар'єра
Вихованець футбольної школи клубу «Реймс». Дорослу футбольну кар'єру розпочав 2008 року в основній команді того ж клубу. 
Згодом з 2011 по 2016 рік грав у складі французьких «Шербур», «Ам'єн», «Кан», «Анже» та англійського «Бристоль Сіті».
До складу англійського клубу «Астон Вілла» приєднався 2016 року.

## Виступи за збірну
2016 року дебютував в офіційних матчах у складі національної збірної Кот-д'Івуару.
У складі збірної був учасником Кубка африканських націй 2017 року у Габоні.
| Дата       | Місто    | Господарі   | Результат | Гості        | Турнір                                   | Голи | Примітки |
| ---------- | -------- | ----------- | --------- | ------------ | ---------------------------------------- | ---- | -------- |
| 20-5-2016  | Будапешт | Угорщина    | 0 – 0     | Кот-д'Івуар  | товариський матч                         | -    | 85'      |
| 4-6-2016   | Буаке    | Кот-д'Івуар | 2 – 1     | Габон        | товариський матч                         | 1    |          |
| 3-9-2016   | Буаке    | Кот-д'Івуар | 1 – 1     | Сьєрра-Леоне | Відбір до Кубка африканських націй 2017  | 1    |          |
| 8-10-2016  | Буаке    | Кот-д'Івуар | 3 – 1     | Малі         | Відбір до ЧС 2018                        | 1    |          |
| 12-11-2016 | Марракеш | Марокко     | 0 – 0     | Кот-д'Івуар  | Відбір до ЧС 2018                        | -    | 73'      |
| 15-11-2016 | Ланс     | Франція     | 0 – 0     | Кот-д'Івуар  | товариський матч                         | -    | 68'      |
| 11-1-2017  | Абу-Дабі | Кот-д'Івуар | 3 – 0     | Уганда       | товариський матч                         | 1    | 64'      |
| 16-1-2017  | Оєм      | Кот-д'Івуар | 0 – 0     | Того         | Кубок африканських націй 2017 - 1° turno | -    | 82'      |
| Усього     |          | Матчів      | 8         |              | Голів                                    | 4    |          |